# Alemitu Bekele
Alemitu Bekele Degfa (ur. 17 września 1977 w Showa) – turecka lekkoatletka urodzona w Etiopii, specjalizująca się w biegach długodystansowych.
Najważniejszym jej osiągnięciem jest mistrzostwo Europy w biegu na 5000 metrów oraz halowe mistrzostwo Europy w biegu na 3000 m (2009).

## Doping
W styczniu 2013 Bekele została zdyskwalifikowana na okres czterech lat (do 14 lutego 2016) z powodu wykrycia w jej organizmie niedozwolonego dopingu. Anulowano także wszystkie jej rezultaty osiągnięte od 17 sierpnia 2009. Zawodniczce odebrano złoty medal mistrzostw Europy w Barcelonie (2010).

## Największe osiągnięcia
| Rok  | Rodzaj zawodów            | Miasto    | Konkurencja    | Miejsce | Wynik        |
| ---- | ------------------------- | --------- | -------------- | ------- | ------------ |
| 2008 | Igrzyska olimpijskie      | Pekin     | bieg na 5000 m | 7       | 15:48,48 min |
| 2009 | Halowe mistrzostwa Europy | Turyn     | bieg na 3000 m | 1       | 8:46,50 min  |
| 2010 | Halowe mistrzostwa świata | Doha      | bieg na 3000 m | 5       | 8:53,78 min  |
| 2010 | Mistrzostwa Europy        | Barcelona | bieg na 5000 m | 1       | 14:52,20 min |
| 2010 | Puchar interkontynentalny | Split     | bieg na 3000 m | 2       | 9:04,08 min  |

## Rekordy życiowe
- hala 
  - bieg na 3000 m – 8:46,50  (2009) – rekord Turcji
  - bieg na 5000 m – 14:46,44 (2010) – rekord Europy
- stadion
  - bieg na 3000 m – 8:35,19 (2010)
  - bieg na 5000 m – 14:36,79 (2010)